# Vilamosa
Vilamosa és una masia situada al municipi de Castellar de la Ribera, a la comarca catalana del Solsonès.